# HoneyComing
《HoneyComing》是日本遊戲公司HOOK於2007年6月29日推出的戀愛冒險視覺小說。已發行改編漫畫。

## 遊戲系統
遊戲開始時分為三種不同的模式，分別為娛樂模式（Amusement Mode）、感覺模式（Feeling Mode）與唯一模式（Only One Mode）。
娛樂模式
女主角的好感度與其位置都會在地圖上標示，是適合初學者的模式。
感覺模式
屬於一般戀愛冒險遊戲般，在女角中進行選項攻略。
唯一模式
選擇其中一名女角，針對該女角的全部事件進行故事。

## 故事
主人公對於戀愛相關的事情很不拿手，對於戀愛總是處於「自我想像」的狀態，無論是對誰都不會輕易談起戀愛有關的話題。由於成績不佳的關係，沒打算要升學，然而他那總是以戀愛話題戲弄他的父親，卻向學校送出了入學申請。
私立愛嬌学園，是所男女混合的學校，主人公沒想到的是，作為青梅竹馬的朝陽、乾妹妹未央、兩個損友薫與政則也都到這所學校就讀了。有了這些好友，再加上門庭富麗、佔地廣大的學校，主人公也認同了起來。當然，除了學校的戀愛課程之外。

## 登場角色
緒方光一郎（聲優：水島大宙）
本作主人公。生活在父親為「肇」，養母「美夏」與養母的小孩「未央」所組成的四人家庭中，不喜歡甜食。
討厭戀愛有關的事情，但卻在父親的安排之下，在不知情中進入了以戀愛課程知名的學校愛嬌学園，因為其青梅竹馬上条朝陽的關係，勉強地參與學習。

### HoneyComing的可攻略角色
上条朝陽（聲優：平野響子）
生日：10月1日。身高：162cm。血型：B。三圍：87/56/88。
主人公的青梅竹馬，以「コウ」(ko)簡稱主人公。是個會用電擊棒叫主人公起床的可怕存在，然而也對於戀愛感到害羞而面紅耳赤，對於戀愛抱持著期待。
喜歡巧克力，被稱為「巧克力癮君子」，與主人公時常拌嘴，有時還會帶給主人公小麻煩。
前園Clarissa 皐（聲優：桃井いちご）
生日：1月23日。身高：160cm。血型：A。三圍：85(C)/57/86。
主人公的二年級前輩，父親是義大利人母親為日本人的混血兒。由於與在日本的外婆住就讀愛嬌学園，於假日時幫忙外婆所開的花店，對於花有關的話題拿手，
言詞有禮，說話溫柔，是學校中的偶像。除了在花店幫忙外，也會參與養老院的慰問。
緒方未央（聲優：櫻川未央）
生日：2月20日。身高：150cm。血型：O。三圍：80(B)/53/81。
主人公養母的小孩，對於「哥哥」光一郎相當的喜歡，其實與光一郎同歲。是個愛哭鬼，經常向光一郎撒嬌，個性活潑。在學校參加的社團為戲劇社。
多賀谷麻里乃（聲優：越智悠）
生日：7月30日。身高：153cm。血型：B。三圍：78(A)/52/80。
愛嬌学園附設學校的三年級後輩，曾經是個千金大小姐，然而再父親破產後，生活陷入困境，經常需要在外面打工。
雖然生活陷入了困窘，然而如大小姐般的傲嬌態度卻沒有改變，有著男性恐懼症，卻修習著戀愛課程。
七里由馬（聲優：こいでりこ）
生日：5月2日。身高：162cm。血型：AB。三圍：90(E)/58/90。
主人公的三年級前輩，是個千金大小姐。喜歡吃平民化的食物，是個大胃王。
平常沉默寡言，做著無法解釋的行動，然而言詞毒辣。參加學校的薙刀部，具有進軍全國性比賽的實力。

### @HoneyComing RoyalSweet新增的可攻略角色
皇城椋子（聲優：青山由香里）
生日：7月14日。身高：158cm。血型：A。三圍：83(B)/56/84。
與Clarissa 皐同年級卻不同班的學生，是個很為朋友著想的人，然而卻與Clarissa 皐敵視。
雷堂苺（聲優：牧泉美）
生日：1月5日。身高：165cm。血型：O。三圍：92(F)/56/88。
主人公在戀愛課程的班主任，同時也是薙刀部的顧問。用詞遣句上相當粗魯的熱血教師，然而卻對異性沒有免疫力。
紅林司（聲優：川島梨乃）
生日：3月3日。身高：165cm。血型：A。三圍：未知
愛嬌学園的老師，經常身著和服行動。容姿端麗，並具有「大和撫子」般的性格，但其實是男性。與苺是在進入學校前的舊識，然而個性上卻迥異。擔任戲劇社的顧問，有時也會支援學校的保健室。
下柳港（聲優：北都南）
生日：9月18日。身高：160cm。血型：AB。三圍：87(E)/59/89。
在西園寺家擔任三孝專屬女僕的少女，然而不喜歡為三孝工作經常偷懶，坐領乾薪的她對於在工作中摸魚很有一套。

## 開發與發行
該遊戲的製作人由亞佐美晶負責。導演和劇本統籌由川波無人負責。美術監督雖由負責，但原畫由松下まかこ和負責。音樂由松浦貴雄負責。音響由VⅡ負責。
最早的版本是初回限定版。2007年8月24日發行通常版；2009年9月3日時移植到PS2上，更名為《Sweet HoneyComing》，並新增了部分劇情。2009年8月28日時發行了PC的續作《@HoneyComing RoyalSweet》，亦新增了些許劇情及遊戲功能，部分配角成為可攻略角色。2014年、HOOKSOFT為了紀念旗下畫師らっこ引退，於該年1月27日發售名為《HOOKSOFT RAKKO The Premium BOX Plus α》的作品集（DL版為2013年12月20日發行），內容為該名畫師過去於HOOKSOFT參與製作的所有作品，《@HoneyComing RoyalSweet》以及《HoneyComing re:coming》亦在其中。

## 漫畫

### HoneyComing 〜すうぃーとLOVEレッスン〜
由高野うい所繪製的漫畫。於コンプティーク（角川書店）2007年的2月號到2008年的10月號間連載。共有19回，分為三本單行本。
- 2007年8月9日發售 ISBN 4-04-713951-3
- 2008年1月10日發售 ISBN 4-04-715008-8
- 2008年10月10日發售 ISBN 4-04-715085-1

### Sweet HoneyComing
由ういらあくる所繪製的漫畫。於月刊コンプエース（角川書店）的2009年的3月號到7月號間連載。
- 2009年7月25日發售 ISBN 978-4-04-715251-9[12]

### ハニカミ The4コマ
四格漫畫，由霧賀Yuki作畫。
- 2009年7月發售 ISBN 978-4-04-867966-4[13]

## 評價
《HoneyComing》在日本美少女遊戲與動畫相關商品銷售網站Getchu.com的2007年6月銷量榜上排名第1；同年7月排名第11；2007年上半年排名第3；全年排名第4。
2007年10月，《電擊G's magazine》舉辦了日本前五十名最佳美少女遊戲排名的票選活動，《HoneyComing》在入圍的249款遊戲中獲得14票而成為第19名。

## 外部連結
- hook-net Official Website - @HoneyComing RoyalSweet -（页面存档备份，存于）（日語）
- hook-net Official Website - HoneyComing -（页面存档备份，存于）（日語）